# Busto de Gabriele Fonseca
El busto de Gabriele Fonseca es un retrato escultórico realizado por el escultor italiano Gian Lorenzo Bernini.

## Descripción
La obra fue ejecutada entre 1668 y 1674. Se encuentra en la parroquia de San Lorenzo en Lucina de Roma, en Italia. El sujeto retratado, Gabriele Fonseca, era el médico (arquiatre) del papa Inocencio X. La escultura del difunto ornamenta la capilla Fonseca.